# 27th Special Operations Wing
Le 27th Special Operations Wing  ( 27th Fighter Wing (27th FW, 27e escadre de chasse du 1er octobre 1991 au 1er octobre 2007), est une unité de forces spéciales dépendant du Air Force Special Operations Command depuis 2007 basée à Cannon Air Force Base, au Nouveau-Mexique.
Le wing est a été équipé de F-16 Fighting Falcon de 1995 a 2007 après avoir été équipé de 48 FB-111A de 1969 à 1996 dont les derniers reçus du défunt Strategic Air Command dans les années 1990. Il dépendait alors de la 12th Air Force de l'Air Combat Command.

## Organisation

### En 2012
27th Special Operations Wing, Cannon AFB, NM
- - 3rd Special Operations Squadron, Creech AFB (MQ-1 Predator)
  - 16th Special Operations Squadron « Spectre » (AC-130H Spectre)
  - 20th Special Operations Squadron « Green Hornets » (CV-22 Osprey)
  - 33rd Special Operations Squadron (MQ-9 Reaper)[1]
  - 73rd Special Operations Squadron (MC-130W Combat Spear)
  - 318th Special Operations Squadron (U-28A Pilatus PC-12, PZL Mielec M28 Skytruck[2])
  - 522nd Special Operations Squadron (MC-130J Commando II)
  - 524th Special Operations Squadron (Dornier 328/C-146A Wolfound )[3]
  - Detachment 1, 25th Intelligence Squadron

### En 2007
- 27th Operations Group :

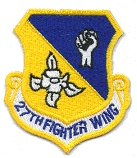
Emblème du 27th Fighter Wing

  - 522nd Fighter Squadron "Fireballs" sur F-16C Block 50
  - 523rd Fighter Squadron "Crusaders" sur F-16C Block 30
  - 524th Fighter Squadron “Hounds of Heaven” sur F-16C Block 40
  - 27th Operations Support Squadron “Wizards"
- 27th Maintenance Group
- 27th Mission Support Group
- 27th Medical Group

## Historique

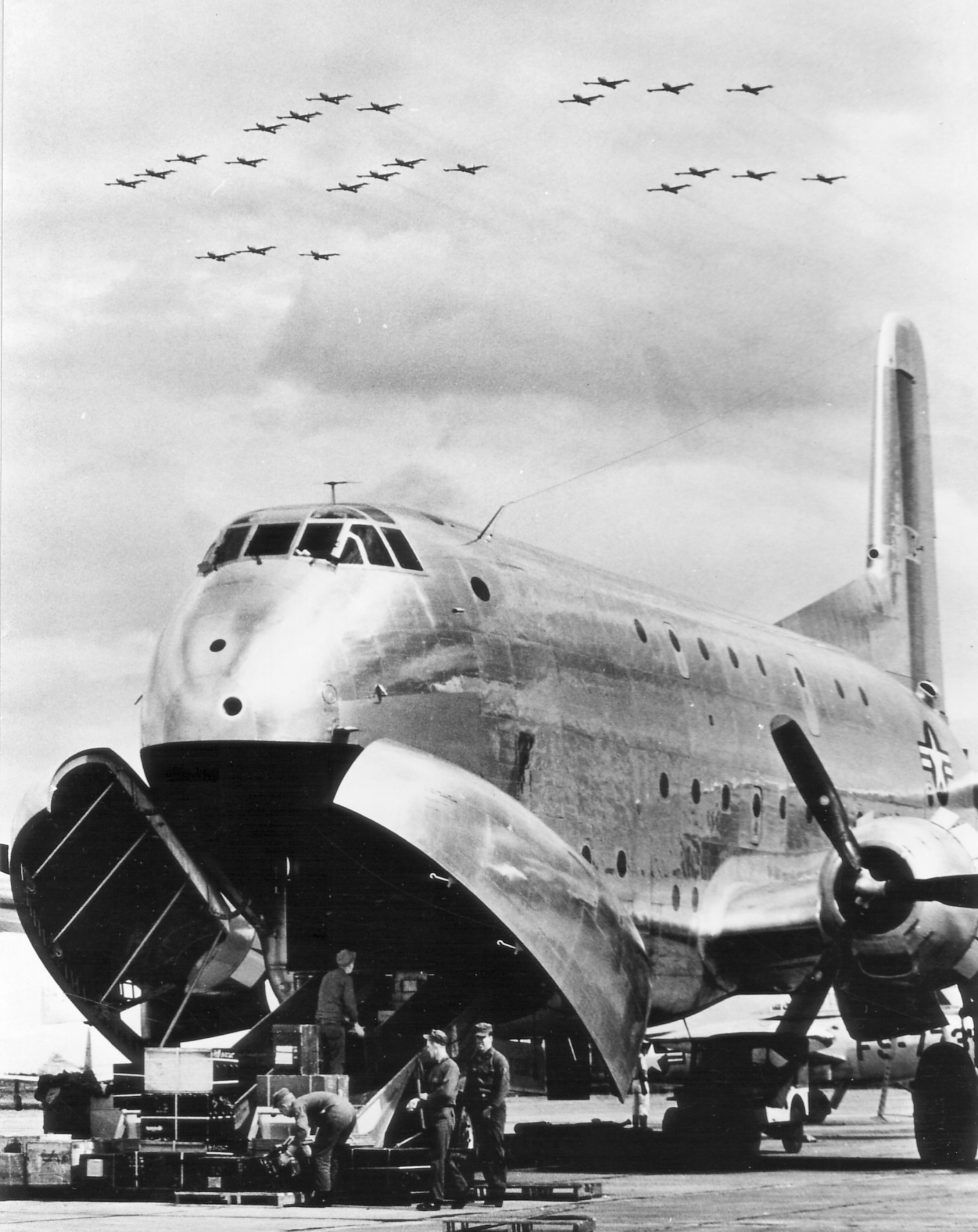
1950 : des F-84G du 27th FEW arrivent au-dessus d'une base japonaise après la traversée du Pacifique ; au premier plan, un C-124 est en train d'être déchargé.

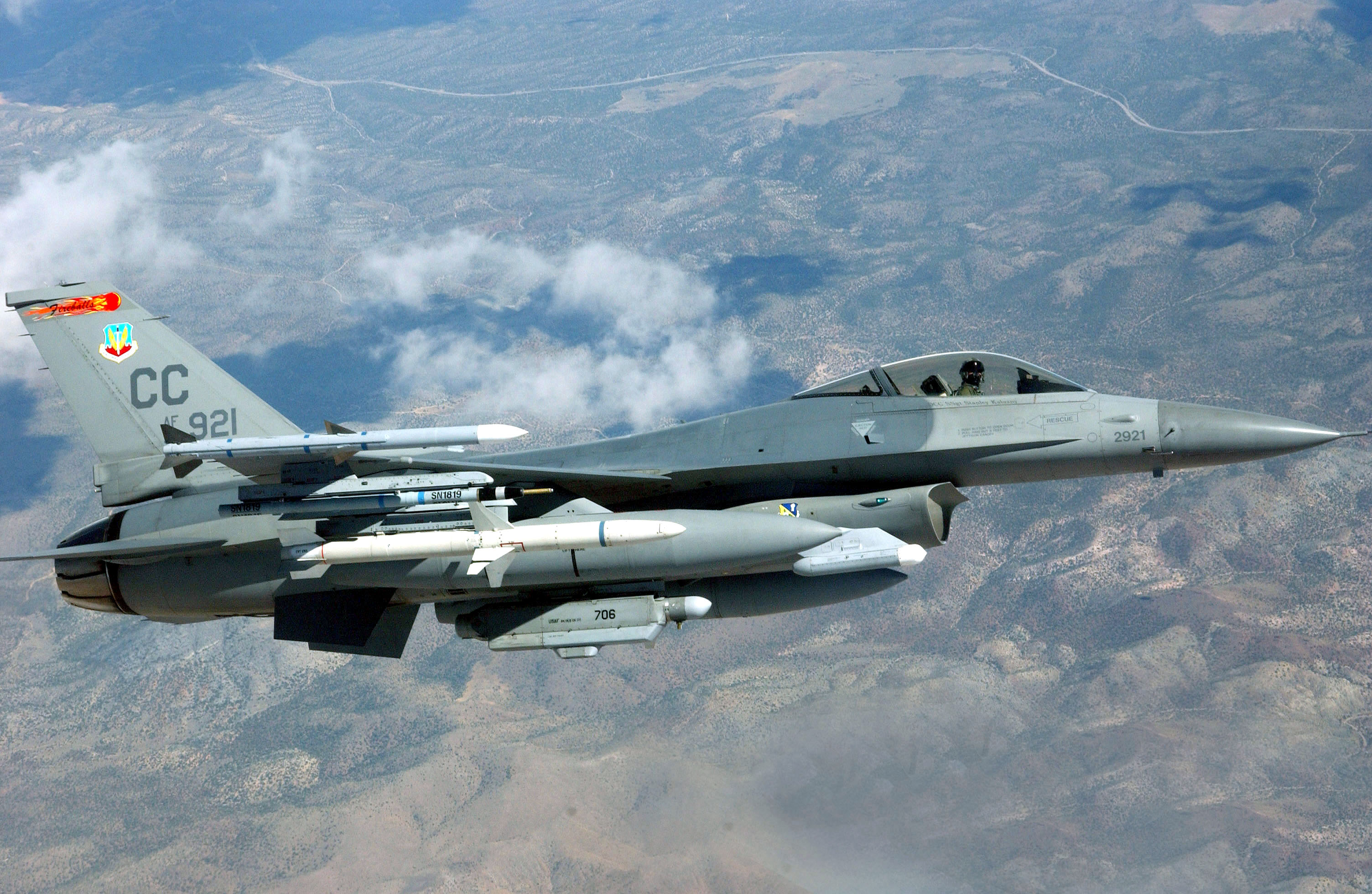
F-16C du 522nd Fighter Squadron

- 28 juillet 1947 : création du 27th Fighter Wing
- 15 août 1947 : organisation du 27th FW
- 1er février 1950 : redésigné 27th Fighter-Escort Wing
- 20 janvier 1953 : redésigné 27th Strategic Fighter Wing
- 1er juillet 1957 : redésigné 27th Fighter-Bomber Wing
- 1er juillet 1958 : redésigné 27th Tactical Fighter Wing
- 1er octobre 1991 : redésigné 27th Fighter Wing
- 1er octobre 2007 : redésigné 27th Special Operations Wing

## Bases
- Kearney AFB (Nebraska) : 15 août 1947 - 15 mars 1949
- Bergstrom Air Force Base (Texas) : 16 mars 1949 - 17 février 1959
- Cannon Air Force Base : 18 février 1959 -